# Dominicus Kalt
Dominicus Kalt (* 6. März 1804 in Herschbach; † 1. Januar 1887 in Bonn) war ein deutscher Arzt.

## Leben
Nach dem Abitur 1820 am Gymnasium in Bonn studierte Dominicus Kalt an der Rheinischen Friedrich-Wilhelms-Universität Bonn Medizin. 1820 wurde er Mitglied des Corps Rhenania Bonn. 1825 wurde er zum Dr. med. promoviert, 1826 legte er das Staatsexamen ab. Im gleichen Jahr wurde er praktischer Arzt in Burgwaldniel bei Dülken. 1832 ließ er sich in Bonn nieder. 1861 wurde er zum Sanitätsrat ernannt. Während des Deutsch-Französischen Krieges war er Chefarzt des Lazaretts in der Sterntorkaserne in Bonn.
Kalt war Mitglied der ärztlichen Prüfungskommission und Präsident des Hospitalvereins Bonn. In dieser Funktion war er verantwortlich für die Gründung des St.-Johannes-Hospitals in Bonn. Er war Mitbegründer und 1. Vorsitzender des Bonner Ärztevereins und Präsident des Vereins der Ärzte des Regierungsbezirkes Köln und hatte darüber hinaus viele sonstige Ehrenämter inne.
Auf einer Reise nach Rom 1878 war Kalt Leibarzt der Prinzessin von Thurn und Taxis. Er war verheiratet mit Josephine Bodifée, mit der 13 Kinder hatte.

## Auszeichnungen
- Ernennung zum Ehrenmitglied des Corps Rhenania Bonn, 1825
- Ernennung zum Geheimen Sanitätsrat[1]